# Matija Katanec
Matija Katanec (Varaždin, 4 maggio 1990) è un calciatore croato, difensore del Varteks.

## Carriera

### Club
Ha giocato nella massima serie dei campionati croato, bosniaco e ungherese.

### Nazionale
Ha giocato nelle nazionali giovanili croate Under-16, Under-17, Under-19 ed Under-20.

## Palmarès

### Club

#### Competizioni nazionali
- Campionato bosniaco: 2

Zrinjski Mostar: 2015-2016, 2016-2017